# Associazione Calcio Sangiovannese 2003-2004
Questa pagina raccoglie le informazioni riguardanti l'Associazione Calcio Sangiovannese nelle competizioni ufficiali della stagione 2003-2004.

## Rosa
| N. |                      | Ruolo | Calciatore          |
| -- | -------------------- | ----- | ------------------- |
|    | Italia (bandiera)    | A     | Francesco Baiano    |
|    | Italia (bandiera)    | A     | Riccardo Belluomini |
|    | Italia (bandiera)    | D     | Riccardo Bolzan     |
|    | Italia (bandiera)    | C     | Cristiano Caleri    |
|    | Italia (bandiera)    | D     | Simone Calori       |
|    | Italia (bandiera)    | D     | Andrea Capecchi     |
|    | Italia (bandiera)    | A     | Cristiano Colella   |
|    | Argentina (bandiera) | C     | Matías Cuffa        |
|    | Italia (bandiera)    | C     | Massimiliano Farris |
|    | Italia (bandiera)    | C     | Alessandro Galli    |
|    | Italia (bandiera)    | A     | Manolo Gennari      |
|    | Italia (bandiera)    | C     | Massimiliano Grego  |

| N. |                   | Ruolo | Calciatore              |
| -- | ----------------- | ----- | ----------------------- |
|    | Italia (bandiera) | A     | Lorenzo Morandini       |
|    | Italia (bandiera) | C     | Alessio Morelli         |
|    | Italia (bandiera) | C     | Riccardo Nardini        |
|    | Italia (bandiera) | D     | Gianluca Nocentini      |
|    | Italia (bandiera) | P     | David Pierini           |
|    | Italia (bandiera) | C     | Daniele Proietti        |
|    | Italia (bandiera) | D     | Fabio Prosperi          |
|    | Italia (bandiera) | A     | Alessio Righini         |
|    | Italia (bandiera) | C     | Pasquale Domenico Rocco |
|    | Italia (bandiera) | D     | Gianbattista Scugugia   |
|    | Italia (bandiera) | C     | Alessio Stamilla        |
|    | Italia (bandiera) | C     | Luca Tognozzi           |